# Saint-Chabrais
Saint-Chabrais is een gemeente in het Franse departement Creuse (regio Nouvelle-Aquitaine) en telt 335 inwoners (1999). De plaats maakt deel uit van het arrondissement Aubusson.

## Geografie
De oppervlakte van Saint-Chabrais bedraagt 25,3 km², de bevolkingsdichtheid is 13,2 inwoners per km².

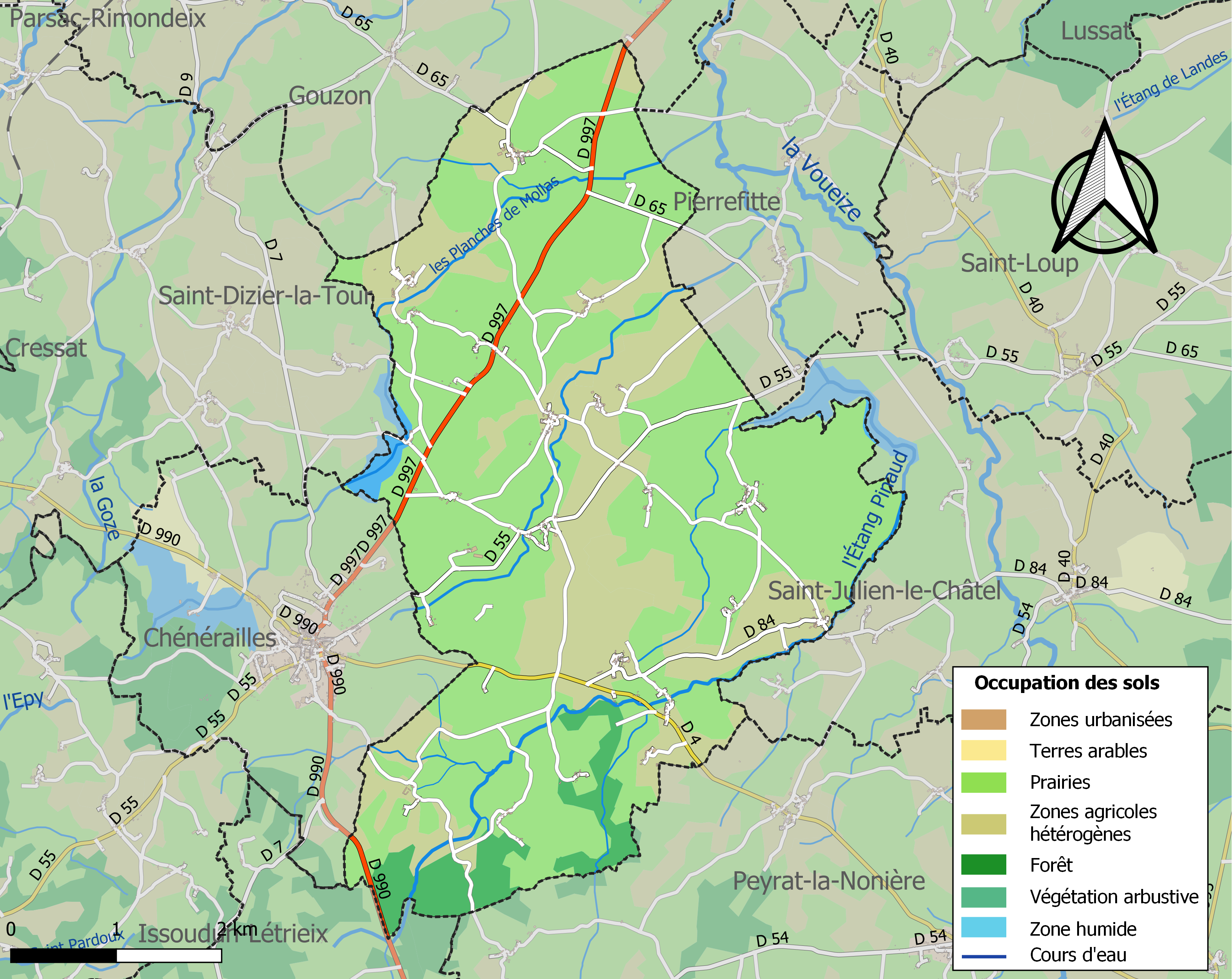
Kaart van de gemeente met de belangrijkste infrastructuur, bodemgebruik en omliggende gemeenten

## Demografie
Onderstaande figuur toont het verloop van het inwonertal (bron: INSEE-tellingen).